# ジャマイカコヨタカ
ジャマイカコヨタカ (Siphonorhis americana) は、鳥綱ヨタカ目ヨタカ科アンチルコヨタカ属に分類される鳥類。

## 分布
ジャマイカに分布していたが、絶滅したと考えられている。

## 形態
全長23 - 25センチメートル。頭部は灰色で、黒い斑点が入る。顔から喉は黒褐色で、頸部には首輪状に白い帯模様が入る。背や翼は赤褐色で、黒や白の斑紋が入る。尾羽は褐色で、黒褐色の帯模様が入る。

## 生態
生態に関する情報はないが、低地から丘陵にかけての森林や林縁に生息していたと考えられている。

## 人間との関係
人為的に移入されたクマネズミやドブネズミ・フイリマングース（1872年に移入されたので、本種が絶滅したとされる年よりも後ではあるが）による捕食により、生息数が激減したと考えられている。生態に関する情報がないため元々の生息環境も不明だが、生息地の破壊も影響を及ぼした可能性もある。1860年以降は記録がなく、絶滅したと考えられている。一方で夜行性であるヨタカ類の調査は難しく、ヘルシャイア・ヒルズなどで未確認のヨタカ類の報告例もある。